# Monumento a la Batalla de Talavera
El Monumento a la Batalla de Talavera es un monumento ubicado en Talavera de la Reina, España. Es un homenaje a los caídos en la Batalla de Talavera de julio de 1809, una de las más sangrientas de la Guerra de la Independencia Española.

## Descripción e historia
El monumento consta de tres penachos de hormigón de 300 kg, que representan a los ejércitos español, francés e inglés, coronados por una corona de laurel de bronce. Tiene una altura de 27 metros. Las bajas en la batalla ascendieron a 7268 soldados franceses muertos, 5363 ingleses y unos 1200 españoles. Los nombres de las unidades militares que tomaron parte en la batalla están grabados en la piedra. Fue financiado por el Ministerio de Fomento de España.
Se encuentra al sur del Cerro de Medellín, uno de los lugares clave de la batalla, junto a la actual carretera A-5. Fue construido entre 1989 y 1990, fue inaugurado el 2 de octubre de 1990, durante una ceremonia a la que asistieron representantes civiles y militares de España, Francia, Reino Unido, Bélgica, Países Bajos, Portugal y Alemania Occidental, entre ellos Narcís Serra (ministro de Defensa español), José Bono (presidente de Castilla-La Mancha) y los embajadores de Bélgica, Francia, Gran Bretaña y Alemania Occidental.